# Fjonefærgen
Fjoneferga eller Fjonefærgen er en kabelfærgeforbindelse som krydser et 500 meter bredt sund i søen Nisser fra Fjone til Sundsodden i Nissedal 
Vestfold og Telemark, Norge
Forbindelsen sammenknytter omtrent midtvejs, øst- og vestsiden af den ca. 35 km lange sø. Vejen på land er fylkesvej 3380, mens selve færgen er kommunal.
Nutidens færge, MF «Nissen», er fra 1976. Den fragter ca. 5-6.000 biler årlig. Fjonefærgen er Norges mindste kabelfærge.

## Historie
Forbindelsen har været betjent af forskellige udgaver af færgen «Nissen» fra starten i 1947, men med et ophold i 1950'erne. Ind til vejen fra Treungen blev åbnet i 1967 var den også den eneste vejforbindelse til Fjone.
Færgen har tidligere kun sejlet mellem maj og nytår, så for at kunne give indbyggerne i Fjone mulighed for krydse over Nisser hele året og på alle døgnets tider, blev der i 2011 startet en underskriftsindsamling for at erstatte færgen med bro. Dette blev ikke vedtaget, men i efteråret 2017 blev det foreslået at færgen som et prøveprojekt for 2018 og 2019 skal sejle hele året. Fartøjet er ikke klassificeret for is, så hvis isen skulle lægge sig vil trafikken blive indstillet for en periode. Prøvedrift med helårsferge blev vedtaget på sidste kommunestyremøde i 2017.